# 채널 본딩
채널 본딩(Channel Bonding, 또는 이더넷 본딩) 은 호스트 컴퓨터에서 안전성이나 전송속도를 높이기 위해서 두 개 이상의 네트워크 인터페이스를 다루는 방식이다.
이더넷 인터페이스에서 채널 본딩을 하기 위해서는 이더넷 네트워크 스위치와 호스트 컴퓨터의 운영 체제에서 이를 지원해야한다. 디스크의 RAID 구성에 입출력 스트리핑이 필요한 것처럼 채널 본딩에는 네트워크 인터페이스 상의 프레임 전달 스트리핑이 필요하다. 이런 이유로 채널 본딩은 "묶음식노드구성 (RAIN)" 혹은 "묶음식네트워크구성(redundant array of independent network interfaces)"라고 불리기도 한다. EtherChannel과 IEEE 802.1aq, 802.3ad (링크 집적) 참고.
802.11 (와이파이)의 채널 본딩은 "Super G" 기술로 구현된다. Super G는 Super G를 통해 얻을 수 있는 전송속도인 108Mbit/s로 표현하기도 한다. 이것은 기존의 54Mbit/s인 802.11g의 채널 두 개를 묶어 사용하는 것이다. IEEE 802.11n의 경우 40MHz 대역폭을 사용하여 채널 본딩을 구현한다. 데이터 전송에 서로 겹치지 않는 분리된 두 개의 채널을 동시에 사용하는 802.11n의 채널 본딩은 802.11n의 중요 기술 중 하나이다. 40MHz 모드는 20MHz 대역의 인접 채널 두 개를 사용한다. 이것은 20MHz 대역의 채널 한 개를 단독으로 사용하는 것에 비해 PHY 데이터 전송 속도를 직접 두 배로 늘려주게 된다. (단 맥 계층이나 사용자 계층의 전송률이 두 배가 되는 것은 아님)

## 같이 보기
- 역다중화
- 링크 애그리게이션